# Gredisans
Gredisans település Franciaországban, Jura megyében. Lakosainak száma 131 fő (2022. január 1.). Gredisans Archelange, Menotey és Moissey községekkel határos.

## Népesség
A település népességének változása:
| Lakosok száma | 83   | 105  | 134  | 142  | 142  | 138  | 136  | 135  | 132  | 131  |
|               | 1968 | 1982 | 1990 | 2006 | 2013 | 2015 | 2017 | 2019 | 2020 | 2022 |